# Zvonička v Královicích
Zvonička v Královicích v Praze se nachází v centru obce v ulici K Uhříněvsi. Je chráněna jako nemovitá kulturní památka České republiky.

## Historie
Zvonička se sochou Panny Marie vznikla roku 1887 zásluhou Františka Jedličky.

## Popis
Na odstupňovaném žulovém základu je umístěn pískovcový odstupňovaný sokl. V jeho průčelí je ve vpadlém rámu s rezetami v rozích osazena mramorová deska s nápisem:
```
„POSTAVENO L. P. 1887 FRANTIŠKEM JEDLIČKOU V. KOUDELA V PŘEDHVOZDÍ“.
[
1
]
```

Vlastní stavba zvoničky je v průčelí členěná hrotitou nikou s konchou, kterou lemují tordované sloupky. Je ukončena archivoltou s motivem oslího hřbetu s kraby a křížovou kytkou. Nad nikou probíhá římsa, nad kterou ustupuje nástavec se zvoničkou. Tento nástavec je otevřený po stranách otvory ve tvaru jeptišky. Zvonička je zakončena kamennou stříškou a křížem.
Socha Panny Marie
V nice je na podstavci umístěna pískovcová socha Panny Marie. Postava má splývající vlasy a rozevřený plášť. Socha je provedena z jemnějšího pískovce než vlastní zvonička. V čelní stěně podstavce je vložena deska s nápisem „ORODUJ ZA NÁS“.
Zvon
Zvon osazený ve zvonici má nápis "L.P. 1947" (zvon není kulturní památkou).